# باشگاه فوتبال باری
باشگاه فوتبال باری (به ایتالیایی: A.S. Bari) باشگاه فوتبال ایتالیایی است که در شهر باری قرار دارد.
این باشگاه در سال ۱۹۰۸ تأسیس شده‌است.
آنتونتو کاسانو، جانلوکا زامبروتا و آلساندرو روسینا از بازیکنان اسبق این باشگاه ایتالیایی محسوب می‌شوند.